# Chiritopsis mollifolia
Chiritopsis mollifolia är en tvåhjärtbladig växtart som beskrevs av Ding Fang och Wen Tsai Wang. Chiritopsis mollifolia ingår i släktet Chiritopsis och familjen Gesneriaceae. Inga underarter finns listade i Catalogue of Life.